# (508771) 1997 JA10
(508771) 1997 JA10 es un asteroide perteneciente al cinturón de asteroides, descubierto el 10 de mayo de 1997 por Christian Veillet desde los Observatorios de Mauna Kea, Hawái, Estados Unidos.

## Designación y nombre
Designado provisionalmente como 1997 JA10.

## Características orbitales
1997 JA10 está situado a una distancia media del Sol de 2,748 ua, pudiendo alejarse hasta 3,056 ua y acercarse hasta 2,440 ua. Su excentricidad es 0,112 y la inclinación orbital 26,317 grados. Emplea 1663,78 días en completar una órbita alrededor del Sol.

## Características físicas
La magnitud absoluta de 1997 JA10 es 17,05. 